# Bystřany
Bystřany – gmina w Czechach, w powiecie Cieplice, w kraju usteckim. Według danych z dnia 1 stycznia 2013 liczyła 1 859 mieszkańców.